# Saint Vincent en de Grenadines op de Olympische Zomerspelen 2016
Saint Vincent en de Grenadines nam deel aan de Olympische Zomerspelen 2016 in Rio de Janeiro, Brazilië. Tot de selectie behoorden vier atleten, actief in de atletiek en het zwemmen.

## Deelnemers en resultaten
(m) = mannen, (v) = vrouwen 

### Atletiek
| Olympiër                 | Discipline | Resultaat | Prestatie             |
| ------------------------ | ---------- | --------- | --------------------- |
| Brandon Valentine-Parris | 400m (m)   | 45e       | serie 3: 6de in 47,62 |
|                          |            |           |                       |
| Kineke Alexander V       | 400m (v)   | 34e       | serie 5: 7de in 52,45 |

### Zwemmen
| Olympiër          | Discipline          | Resultaat | Prestatie                   |
| ----------------- | ------------------- | --------- | --------------------------- |
| Nikolas Sylvester | 50m vrije slag (m)  | 61e       | serie 2: 1ste in 25,64 (NR) |
|                   |                     |           |                             |
| Izzy Joachim      | 100m schoolslag (v) | 38e       | serie 2: 7de in 1.17,37     |